# Campeonato Mundial de Waterpolo
El Campeonato Mundial de Waterpolo es la máxima competición internacional de waterpolo. Esta organizado por World Aquatics (conocida anteriormente como FINA) en el marco del Campeonato Mundial de Natación. El torneo masculino se inauguró en el año 1973, mientras que el femenino lo hizo en 1986. Desde 2001 se celebra cada año impar del calendario, alternandose con los Juegos Olímpicos y la Copa Mundial. 

## Torneo masculino

### Palmarés
| Edición | Año  | Sede                       |                     |                 |                     |
| ------- | ---- | -------------------------- | ------------------- | --------------- | ------------------- |
| I       | 1973 | Belgrado Yugoslavia        | Hungría             | Unión Soviética | Yugoslavia          |
| II      | 1975 | Cali · Colombia            | Unión Soviética     | Hungría         | Italia              |
| III     | 1978 | Berlín Alemania Occidental | Italia              | Hungría         | Yugoslavia          |
| IV      | 1982 | Guayaquil · Ecuador        | Unión Soviética     | Hungría         | RFA                 |
| V       | 1986 | Madrid · España            | Yugoslavia          | Italia          | Unión Soviética     |
| VI      | 1991 | Perth Australia            | Yugoslavia          | España          | Hungría             |
| VII     | 1994 | Roma · Italia              | Italia              | España          | Rusia               |
| VIII    | 1998 | Perth Australia            | España              | Hungría         | Yugoslavia          |
| IX      | 2001 | Fukuoka Japón              | España              | Yugoslavia      | Rusia               |
| X       | 2003 | Barcelona · España         | Hungría             | Italia          | Serbia y Montenegro |
| XI      | 2005 | Montreal · Canadá          | Serbia y Montenegro | Hungría         | Grecia              |
| XII     | 2007 | Melbourne Australia        | Croacia             | Hungría         | España              |
| XIII    | 2009 | Roma · Italia              | Serbia              | España          | Croacia             |
| XIV     | 2011 | Shanghái China             | Italia              | Serbia          | Croacia             |
| XV      | 2013 | Barcelona · España         | Hungría             | Montenegro      | Croacia             |
| XVI     | 2015 | Kazán · Rusia              | Serbia              | Croacia         | Grecia              |
| XVII    | 2017 | Budapest · Hungría         | Croacia             | Hungría         | Serbia              |
| XVIII   | 2019 | Gwangju Corea del Sur      | Italia              | España          | Croacia             |
| XIX     | 2022 | Budapest · Hungría         | España              | Italia          | Grecia              |
| XX      | 2023 | Fukuoka Japón              | Hungría             | Grecia          | España              |
| XXI     | 2024 | Doha Catar                 | Croacia             | Italia          | España              |
| XXII    | 2025 | Singapur                   | España              | Hungría         | Grecia              |
| XXIII   | 2027 | Budapest · Hungría         |                     |                 |                     |
| XXIV    | 2029 | Pekín China                |                     |                 |                     |

### Medallero histórico
Actualizado tras el Campeonato Mundial de Singapur de 2025.
|   | Pais       |   |   |   | Total |
| - | ---------- | - | - | - | ----- |
| 1 | Serbia     | 5 | 2 | 5 | 12    |
| 2 | Hungría    | 4 | 8 | 1 | 13    |
| 3 | España     | 4 | 4 | 3 | 11    |
| 4 | Italia     | 4 | 4 | 1 | 9     |
| 5 | Croacia    | 3 | 1 | 4 | 8     |
| 6 | Rusia      | 2 | 1 | 3 | 6     |
| 7 | Grecia     | - | 1 | 4 | 5     |
| 8 | Montenegro | - | 1 | - | 1     |
| 9 | Alemania   | - | - | 1 | 1     |

1. ↑  Incluye las medallas obtenidas por Yugoslavia, la República Federal de Yugoslavia y Serbia y Montenegro.
2. ↑  Incluye las medallas obtenidas por la URSS.

## Torneo femenino

### Palmarés
| Edición | Año  | Sede                  |                |                |                |
| ------- | ---- | --------------------- | -------------- | -------------- | -------------- |
| I       | 1986 | Madrid · España       | Australia      | Países Bajos   | Estados Unidos |
| II      | 1991 | Perth Australia       | Países Bajos   | Canadá         | Estados Unidos |
| III     | 1994 | Roma · Italia         | Hungría        | Países Bajos   | Italia         |
| IV      | 1998 | Perth Australia       | Italia         | Países Bajos   | Australia      |
| V       | 2001 | Fukuoka Japón         | Italia         | Hungría        | Canadá         |
| VI      | 2003 | Barcelona · España    | Estados Unidos | Italia         | Rusia          |
| VII     | 2005 | Montreal · Canadá     | Hungría        | Estados Unidos | Canadá         |
| VIII    | 2007 | Melbourne Australia   | Estados Unidos | Australia      | Rusia          |
| IX      | 2009 | Roma · Italia         | Estados Unidos | Canadá         | Rusia          |
| X       | 2011 | Shanghái China        | Grecia         | China          | Rusia          |
| XI      | 2013 | Barcelona · España    | España         | Australia      | Hungría        |
| XII     | 2015 | Kazán · Rusia         | Estados Unidos | Países Bajos   | Italia         |
| XIII    | 2017 | Budapest · Hungría    | Estados Unidos | España         | Rusia          |
| XIV     | 2019 | Gwangju Corea del Sur | Estados Unidos | España         | Australia      |
| XV      | 2022 | Budapest · Hungría    | Estados Unidos | Hungría        | Países Bajos   |
| XVI     | 2023 | Fukuoka Japón         | Países Bajos   | España         | Italia         |
| XVII    | 2024 | Doha Catar            | Estados Unidos | Hungría        | España         |
| XVIII   | 2025 | Singapur              | Grecia         | Hungría        | España         |
| XIX     | 2027 | Budapest · Hungría    |                |                |                |
| XX      | 2029 | Pekín China           |                |                |                |

### Medallero histórico
Actualizado tras el Campeonato Mundial de Singapur de 2025.
|    | Pais           |   |   |   | Total |
| -- | -------------- | - | - | - | ----- |
| 1  | Estados Unidos | 8 | 1 | 2 | 11    |
| 2  | Países Bajos   | 2 | 4 | 1 | 7     |
| 3  | Hungría        | 2 | 4 | 1 | 7     |
| 4  | Italia         | 2 | 1 | 3 | 6     |
| 5  | Grecia         | 2 | - | - | 2     |
| 6  | España         | 1 | 3 | 2 | 6     |
| 7  | Australia      | 1 | 2 | 2 | 5     |
| 8  | Canadá         | - | 2 | 2 | 4     |
| 9  | China          | - | 1 | - | 1     |
| 10 | Rusia          | - | - | 5 | 5     |